# OZ Minerals
OZ Minerals est une entreprise minière australienne. Elle est issue de la fusion en 2008 entre Oxiana et Zinifex. En 2009, a reçu une offre de rachat par China Minmetals, qui a été bloqué par le gouvernement australien. À la suite de cela une nouvelle offre de rachat a été émise qui exclut la mine de Prominent Hill, qui était le sujet du blocage. La nouvelle société est devenue Minerals and Metals Group. OZ Minerals ne possédant plus que la mine de Prominent Hill.